# Thoughts and Prayers

## Історія
Фраза «думки та молитви» часто використовується державними посадовими особами, які висловлюють співчуття після будь-якої публічної події, як, наприклад, смертельна стихійна катастрофа. Фраза отримала критику за її неодноразове використання в контексті стрілянини в школі або тероризму. Критики заявляють що «думки і молитви» пропонуються як замінники дій, які, на їхню думку, можуть змінити становище, такі як контроль над зброєю, обмеження імміграції або протидія тероризму.
Фраза «думки та молитви» часто використовується як вираз співчуття жертвам стихійних лих (наприклад, землетрус у Кентербері 2010 року та землетрус у Крайстчерчі, 2011 рік.
Також дана фраза набула розголосу в результаті численних масових розстрілів, в тому числі вбивства в Колумбайнській вищій школі (1999), Паризькі напади листопада 2015 року, стрільба з нічного клубу Орландо та 2017 Las Вегас стріляє. Крім того, «думки та молитви» також виражаються жертвам стихійних лих, таких як ураган «Катріна», землетрус у Центральному Мехіко 2017 року та «Ураган Марія».
Після стрілянини в 2018 році в середній школі Stoneman Douglas High School Slate відзначило, що кілька республіканських політиків, які раніше використовували цю ідіому (в тому числі президент Дональд Трамп та сенатори Марко Рубіо та Піт Тоомей) уникнули використання саме цієї фрази у відповідь. Наприклад, Трамп замість цього запропонував «молитви та співчуття» в своєму Twitter.
Після природного або техногенного лиха люди можуть бути закликані «вийти за межі думок і молитов», здаючи кров, або направляючи допомогу чи гроші, щоб допомогти жертвам. Після стрільби в Лас-Вегасі влада заявила, що хоча думки та молитви є високо оцінені, найефективнішим способом допомоги є здача крові.

### Критика
Коли «думки та молитви» стали пов'язані з співчуттями постраждалим, коментатори критикували цю фразу як форму цивільного чи політичного слаквізму.
Після трагедії 2007 року в штаті Вірджинія, Катріна Вог Хьювель, редактор The Nation, закликала політиків «вийти за рамки думок і молитов». У своєму положенні Вог Хьювел послався на прес-реліз Пола Хелмке, тодішнього президента кампанії Бріді, який запропонував свої "думки та молитви", але також заявив, що "нам давно довелося вжити деяких дій зі здоровим глуздом, щоб запобігти таким трагедіям, так як вони продовжуються. "
2 грудня 2015 року, після масової стрільби у Сан-Бернардіно, сенатор Кріс Мерфі (D-CT) твітували своє розчарування фразою «думки та молитви», почуття, наслідуване обкладинкою «Нью-Йорк Дейвіс Ньюс», яка включені твітів від сенаторів та представників, газети, що характеризуються як «безглузду банальність».
Після захоплення нічного клубу в Орландо Філ Піт написав, що, хоча це було «природним і дуже людським явищем», щоб «вирази свої думки і висловити своє горе … проте, це цинічно та лицемірно, коли політики це роблять і нічого іншого», пізніше відзначаючи, що це негідно, «бачити» всіх законодавців, що фінансуються НРА, які твітують свої «думки та молитви». Супровідну доповідь «Шифер» надав виборний список членів Конгресу, які твіткували «думки та молитви», а також кількість внесків кампанії, отриманих ними від груп захисту прав людини, на підставі досліджень, проведених Центром американського прогресу Ігорем Вольським.
Деякі критиці фрази «думки та молитви» вказують на Послання Якова в Християнському Новому Завіті, щоб стверджувати, що дії необхідні на додаток до вираження віри. Вірші, які часто посилаються на резервний аргумент цього аргументу, включають: Яку користь, мої брати, якщо хтось каже, що має віру, але не має праць? Чи може ця віра врятувати його? Якщо брат чи сестра погано одягнені і не мають щоденної їжі, а хтось із вас каже їм: «Іди з миром, прогрітися та наповнитися», не даючи їм те, що потрібно для тіла, що це добре?
- Іоанна 2: 14-2: 16

### На захист
Лаура Коуард, письменниця The Huffington Post, захистила використання фрази «думки та молитви», визнаючи неадекватність не вжиття заходів, але стверджуючи, що молитва "надпочуттів" і зриває нас, позбавляючи нас від наших зони комфорту [.. це приводить нас до незручних місць — духовно, фізично та емоційно — і просить нас зробити важку роботу з прийняття більш ніж однієї точки зору «. Кімберлі Росс, письменник RedState, просить, щоб жертви» не ] використовували в якості пішаків в інших політичних дискусіях про зброю «оскільки» не слід звинувачувати нікого, крім винного за скоєні злочини, […], а це означає, що ми нічого не можемо робити самостійно — в цей момент, окрім подаючи думки і молитви ".

### В культурі
Американський співак grandson випустив однойменну пісню, критикуючи політику влади.
https://www.youtube.com/watch?v=4DQ-2tDzJxw [Архівовано 25 травня 2018 у Wayback Machine.]